# August Isaacsson
August Johannes Isaacsson, född 18 februari 1887 i Norrby socken, död 5 juli 1978 i Stockholm, var en svensk skolman.
August Isaacsson var son till hemmansägaren Johan Isaacsson. Han avlade mogenhetsexamen i Västerås 1908 och studerade därefter vid Uppsala universitet där han blev filosofie kandidat 1910, filosofie licentiat 1919 och filosofie doktor 1923. Isaacsson blev 1918 adjunkt och 1919 lektor i modersmålet och tyska vid Folkskoleseminariet i Karlstad. 1936 blev han rektor vid Folkskoleseminariet i Lund och var från 1938 rektor vid Folkskoleseminariet i Stockholm. Isaacsson var 1932–1936 vikarierande undervisningsråd och 1936–1944 folkhögskoleinspektör hos Skolöverstyrelsen. Han var ordförande i Sveriges extralärareförening 1916–1918, sekreterare i Stockholms läraresällskap 1917–1918 och ordförande i Pedagogiska sällskapet i Stockholm 1940–1943. 1942–1946 var han ordförande i Sveriges seminarielärarförening. Från 1942 var han ledamot av Stockholms domkapitel och från 1944 av Stockholms folkskoledirektion. Bland Isaacssons skrifter märks doktorsavhandlingen Om södra Fjärdhundralands folkmål (1923) samt ett flertal läroböcker, bland annat Stilistik för skolbruk (1925, 4:e upplagan 1947), Litteraturhistoria för realskolor (1925, 7:e upplagan 1947), Språklära för folkskolan (1935, 5:e upplagan 1946). Från 1946 var han ansvarig utgivare av tidskriften Pedagogiskt forum för lärarutbildning och uppfostran. Isaacsson blev riddare av Nordstjärneorden 1936.